# Pherusa eruca
Pherusa eruca är en ringmaskart som först beskrevs av Jean Louis René Antoine Édouard Claparède 1869.  Pherusa eruca ingår i släktet Pherusa och familjen Flabelligeridae. Utöver nominatformen finns också underarten P. e. indica.